# Hynobius osumiensis
Hynobius osumiensis é uma espécie de anfíbio caudado da família Hynobiidae. Está presente no Japão. A UICN classificou-a como em perigo crítico.